# デリシャ・ミルトン＝ジョーンズ
デリシャ・ミルトン＝ジョーンズ（DeLisha Milton-Jones、1974年11月11日 - ）は、アメリカ合衆国・ジョージア州出身の女子バスケットボール選手である。ポジションはフォワード。WNBA・アトランタ・ドリーム所属。

## 来歴
フロリダ大学ではNCAAトーナメント4回出場に貢献。全米個人賞も獲得。
卒業後はABLのポートランド・パワーに入団。しかし1998年にリーグが消滅したため、WNBAのロサンゼルス・スパークスに入団。
2001-02以降のWNBAオフには欧州リーグにも参戦。4チームに所属して2003年にはUMMC Ekaterinburgでユーロリーグのタイトルを手にする。
2005年、シャミーク・ホールズクロー及びドラフト1巡目指名権との交換でワシントン・ミスティクスにトレード。
2004-05オフには、男子リーグであるABAのロサンゼルス・アフターショックのヘッドコーチを務める。男子プロリーグの女性コーチは同リーグのナッシュビル・リズムを率いたアシュレー・マキルヘニーに次いで2人目。
ナショナルチームでもシドニー・北京の五輪2大会、1998年より世界選手権2大会連続金メダルを獲得している。

## 経歴

### 大学
- 1992年 - 1996年：フロリダ大学

### WNBA
- 1999年 - 2004年：ロサンゼルス・スパークス
- 2005年 - 2007年：ワシントン・ミスティクス
- 2008年 - 2012年：ロサンゼルス・スパークス
- 2013年：サンアントニオ・シルバースターズ
- 2013年 – 2014年：ニューヨーク・リバティ
- 2014年–	：アトランタ・ドリーム

### その他
- 1996年 - 1998年：ポートランド・パワー（ABL）
- 2001年 - 2002年： Lavezzini Basket Parma
- 2002年 - 2004年： UMMC Ekaterinburg
- 2005年 - 2006年：Gambrinus Brno
- 2006年 - 2008年： Ros Casares Valencia